# نجيب العقيقي
نجيب العقيقي (1334- 1402هـ = 1916- 1981م) هو أديب وكاتب نصراني، من أهل لبنان.
ولد في بلدة كفردبيان في يوم السبت 6 جمادى الآخرة 1334 هـ الموافق 8 أبريل 1916 م وتعلم في المدرسة الوطنية وعمل في الصحافة. رحل بعدها إلى مصر واشتغل بالتدريس، كما عمل بالإدارة الثقافية في جامعة الدول العربية. توفي في القاهرة في يوم الخميس 28 صفر 1402 هـ الموافق 24 ديسمبر 1981 م.

## آثاره
- «المستشرقون» في ثلاث مجلدات، ويعتبر من أوثق وأفضل ما كُتب عن هذا الموضوع بالعربية.[3][5]
- «من الأدب المقارن».
- «برج بابل».
- «أرض الله».
- «قصص وأساطير فارسية عن جبل دواري».
- «قصص وأساطير من إسبانية».
- «إيران في القرن التاسع عشر».